# المؤشر الحيوي للسرطان

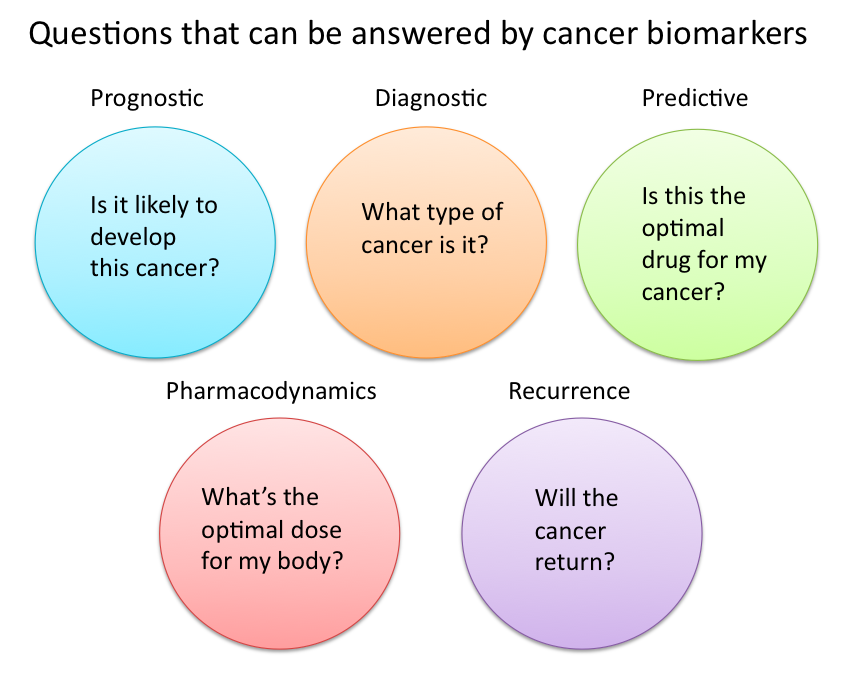

يشير المؤشر الحيوي للسرطان إلى وجود ماده أو علامه أو دليل على وجود بدايه لمرض السرطان في الجسم، قد يكون المؤشر الحيوي له عدة اشكال متنوعه: العلامة الجينية المؤشرات الحسية والعلامة البروتينية  جليكوميك العلامة الحيوية العلامات التصويرية لتشخيص السرطان.أما التشخيص والتصوير فهو بالتاكيد النوع المثالي للكشف عن وجود مرض السرطان، حيث يمكن فحص مثل هذه المؤشرات عبر السوائل الحيويه غير الغازيه مثل الدم أو المصل.
توجد هناك تحديات عديده في ترجمة ابحاث المؤشرات الحيويه إلى الحيز أو الفضاء السري... ولقد تم بالفعل استخدام عدد من المؤشرات الحيوية والمؤشرات الجينيه والبروتينية أيضا في مرحله ما أثناء رعاية مرضى السرطان بما في ذلك مرضى السرطان المصابين في عده أنواع من هذا المرض ومنها: مرضى سرطان الكبدAFP، ومرض سرطان الدم النخاعي المزمن، ومرض سرطان (الثدي/ المبيض) مرضى سرطان القولون، والمستقيم المعروف بسرطان الميلانوما ومرضى سرطان البنكرياس، ومرضى سرطان الرئة، ومرضى سرطان سديمي معوي، ومرضى سرطان البروستات النوعي، ومرضى سرطان الجلد، وأنواع أخرى عديده.
و لقد تم الإبلاغ مؤخرا أن البروتينات المتحولة نفسها التي تم رصدها بواسطه مراقبة عملية التفاعل المحددة، انها من أكثر المؤشرات الحيويه تحديدا للسرطانات؛ لأنه لا يمكن أن تاتي هذه البروتينات إلا من الورم الموجود.
ولقد اثبتت أنه يمكن علاج حوالي 40% من السرطانات إذا تم الكشف عنها مبكرا خلال الفحوصات.

## تعريف المؤشرات الحيوية للسرطان
تتنوع المنظمات والمنشورات في تعريفها للمؤشرات الحيوية.علماً أنه في العديد من مجالات الطب تقتصر المؤشرات الحيوية على البروتينات التي يمكن تحديدها أو قياسها من خلال وجودها في الدم أو البول ومع ذلك غالبا ما يستخدم المصطلح لدراسه أي خاصية جزيئية أو كيميائية حيوية أو فسيولوجية أو أي خاصية تشريحية يمكن قياسها.
أما المعهد الوطني للسرطان NCl على وجه الخصوص فانه يعرف المؤشر الحيوي على أنه جزيء بيولوجي موجود في الدم أو موجود في سوائل الجسم الأخرى أو موجود في الأنسجة، التي تعد علامة على عملية طبيعيه أو غير طبيعية أو حاله مرضية.
ويمكن تعريف المؤشر الحيوي أيضا، على أنه علامة بيولوجية يمكن استخدامها لمعرفه مدى استجابه الجسم للعلاج من مرض أو حالة ما، وتسمى أيضا العلامة الجزيئية أو جزيء التوقيع.
ومن الجدير بالذكر أنه يتم استخدام المؤشرات الحيوية في أبحاث السرطان والطب بثلاثه طرق رئيسية:
1. يستخدم المؤشر الحيوي في تشخيص الحالات كما هو الحال في تحديد السرطان في المرحلة المبكرة (التشخيص).
2. يستخدم أيضا التنبؤ بمدى خطوره الحالة كما هو الحال في حاله تحديد قدره المريض على في حالة عدم وجود العلاج.
3. التنبؤ بمدى استجابه المريض للعلاج.

## قواعد المؤشرات الحيوية في تشخيص مرض السرطان
استخدام المؤشرات الحيويه في تشخيص وعلاج السرطان: تقييم المخاطر:
تعتبر المؤشرات الحيوية للسرطان خاصة تلك المرتبطة بالطفرات الجينية أو التغيرات الجينية، تعتبر عاملا مهما في تقديم طريقة كمية لتحديد متى يكون الافراد مستعدين للإصابة بأنواع معينة من السرطانات.
وتشمل أيضا المؤشرات الحيوية الخاصة بالسرطانات التنبؤية وكذلك الطفرات الجينية لسرطان القولون والمستقيم والمريء والكبد والبنكرياس وغيرها الكثير.
كما يمكن أن تكون المؤشرات الحيويه للسرطان مفيده أيضا في تحديد تشخيص معين، وذلك بشكل خاص عندما تكون هناك حاجه لتحديد ما إذا كانت الأورام من أصل أساسي أو ثانوي.
ولتمييز النوعين، يمكن للباحثين فحص التغيرات الكروموسومية الموجودة في الخلايا الموجودة في موقع الورم الأساسي مقابل تلك التغيرات الموجودة في الموقع الثانوي.
حيث إذا تطابقت التغيرات فإنه يمكن تحديد الورم
الثانوي على أنه نقلي، بينما في حاله اختلاف التغيرات أو التعديلات، فإنه يمكن تحديد الورم الثانوي على أنه ورم أولى مميز.
هناك أنواع من الأورام ذات المستويات العالية من الحمض النووي، يمكن اكتشاف علامات هذه الانواع من الورم في الدم أو اللعاب أو البول.
وقد تم مؤخرا التشكيك في إمكانية تحديد مؤشر حيوي فعال للتشخيص المبكر للسرطان، وذلك بسبب عدم التجانس الجزيئي العالي للاورام التي تمت ملاحظتها في دراسات التسلسل للجيل التالي.